# ゴリャチエ・クリュチ村
ゴリャチエ・クリュチ村（ロシア語: Горячие Ключи）は、サハリン州択捉島の村。クリリスクの南西約35キロメートルに位置する。
ロシア連邦軍東部軍管区の第18機関銃・砲兵師団の部隊が駐屯する。
当該地域の領有権に関する詳細は千島列島及び北方領土問題の項目を、現状に関してはサハリン州#クリル管区、択捉島#ソ連崩壊後の択捉島の項目を参照のこと。